# Jürgen Völkert-Marten
Jürgen Völkert-Marten (* 23. Mai 1949 in Gelsenkirchen) ist ein deutscher Schriftsteller.

## Leben und Werk
Jürgen Völkert-Marten debütierte 1974 mit dem Gedichtband Keine Zeit für Träumer. Als Hans Otfried Dittmer in den 1970er Jahren eine Reihe von in der damaligen Alternativszene bekannten Personen wie Wolfgang Fienhold und Volker Zotz zusammenführen und für seine Verlagsedition Dittmer gewinnen konnte, gehörte auch Jürgen Völkert-Marten zur Gruppe der Autoren.
Martens verfasst in erster Linie Lyrik, deren lakonische Prägnanz er in zahlreichen Einzeltiteln unter Beweis gestellt hat, aber auch Hörspiele, Prosa und Texte für Kinder. Er verfertigt Collagen und befasst sich mit Mail Art.
Völkert-Martens Texte und Bilder wurden in zahlreichen Anthologien, Literaturzeitschriften und Schulbüchern veröffentlicht, u. a. bei Arena, S. Fischer, Reclam und Rowohlt. Er ist Mitglied im Verband deutscher Schriftsteller (VS) und der europäischen Autorenvereinigung Die Kogge.
Jürgen Völkert-Marten lebt in Gelsenkirchen.

## Einzeltitel (Auswahl)
- Cinema. Verlagsedition Dittmer, Scheden 1978, ISBN 3-88297-029-4.
- Vorläufiges Fazit. Edition Xylos, Gelsenkirchen 1994, ISBN 3-921812-33-X.
- Meer und nicht weniger. Edition Xylos, Gelsenkirchen 1999.
- So liegen, so lieben. edition bauwagen, Itzehoe 2003.
- Flugzeuge über Flugenten. Silver Horse Edition, Marklkofen 2005, ISBN 3-937037-14-4.
- Als das Verwünschen noch geholfen hat. Silver Horse Edition, Marklkofen 2009, ISBN 978-3-937037-31-8.

## Anthologien und Literaturzeitschriften (Auswahl)
- Axel Kutsch (Hrsg.), Versnetze. Deutschsprachige Lyrik der Gegenwart. Verlag Ralf Liebe, Weilerswist 2008–2019.
- Theo Breuer und Traian Pop (Hrsg.): Matrix 28. Atmendes Alphabet für Friederike Mayröcker. Pop Verlag, Ludwigsburg 2012.

- Shafiq Naz, Der deutsche Lyrikkalender 2010. Jeder Tag ein Gedicht. Alhambra Publishing, B-Bertem 2009.
- Axel Kutsch (Hrsg.), Zeit. Wort. Deutschsprachige Lyrik der Gegenwart. Verlag Ralf Liebe, Weilerswist 2003.
- Klaus Peter Dencker (Hg.), Poetische Sprachspiele. Reclam-Verlag, Stuttgart 2003.
- Theo Breuer (Hrsg.), NordWestSüdOst. Gedichte von Zeitgenossen. Edition YE, Sistig/Eifel 2003.

- Zeitschriften: Faltblatt, die horen, Schreibheft, Zeichen & Wunder, Freiberger Lesehefte, zugetextet.com u. v. a.

## Auszeichnungen
- 1976 Künstlerstipendium der Stadt Gelsenkirchen
- 1978 Arbeitsstipendium des Landes Nordrhein-Westfalen
- 1979 Förderpreis zum Josef-Dietzgen-Preis (Siegburg)
- 1980 Auslandsreisestipendium des Auswärtigen Amts (Griechenland)
- 1982 Verdiensturkunde der Universita delle Arti (Salsomaggiore Terme/Italien)
- 1987 Kogge-Förderpreis der Stadt Minden
- 1989 Hafiz-Literaturpreis, 3. Preis in der Sparte Lyrik (Düsseldorf)
- 1990 Türkischer Arbeiterverein Gelsenkirchen
- 1998 Lyrikwettbewerb des 28. Deutschen Evangelischen Kirchentags
- 2011 Inge-Czernik-Förderpreis

## Einzelbelege
1. ↑  Jürgen Völkert-Marten. In: Kürschners Deutscher Literatur-Kalender 2014/2015: Band I: A-O. Band II: P-Z. Walter De Gruyter Incorporated, 2014, S. 1096, ISBN 978-3-11-033720-4.
2. ↑  Jürgen Völkert-Marten: Cinema. Scheden: Dittmer 1978 (ISBN 3-88297-029-4)

| Personendaten    | Personendaten            |
| ---------------- | ------------------------ |
| NAME             | Völkert-Marten, Jürgen   |
| KURZBESCHREIBUNG | deutscher Schriftsteller |
| GEBURTSDATUM     | 23. Mai 1949             |
| GEBURTSORT       | Gelsenkirchen            |